# Pantana neurabrunnea
Pantana neurabrunnea är en fjärilsart som beskrevs av George Thomas Bethune-Baker 1911. Pantana neurabrunnea ingår i släktet Pantana och familjen tofsspinnare. Inga underarter finns listade i Catalogue of Life.